# Lacosoma
Lacosoma is een geslacht van vlinders van de familie Mimallonidae.

## Soorten
- L. arizonicum Dyar, 1898
- L. asea Schaus, 1928
- L. aurora Dognin, 1916
- L. bigodia Schaus, 1928
- L. briasia Schaus, 1928
- L. cantia Schaus, 1928
- L. chiridota Grote, 1864
- L. diederica Schaus, 1928
- L. julietta Dyar, 1913
- L. ladema Dognin, 1920
- L. lola (Schaus, 1905)
- L. ludolpha Schaus, 1928
- L. lygia (Schaus, 1912)
- L. maldera Schaus, 1934
- L. medalla Dyar, 1913
- L. otalla Schaus, 1905
- L. oyapoca Schaus, 1928
- L. perplexa Schaus, 1922
- L. philastria Schaus, 1928
- L. raydela Schaus, 1928
- L. rosea (Dognin, 1905)
- L. schausi Dognin, 1923
- L. syrinx (Druce, 1898)
- L. turnina Schaus, 1928
- L. valera Schaus, 1928
- L. valva Schaus, 1905
- L. violacea Sepp, 1818
- L. vulfreda Schaus, 1928
- L. zonoma Schaus, 1928